# Groupe Cosider
Groupe Cosider est un groupe public algérien de construction et travaux publics. Le groupe construit des bâtiments, des grands ouvrages et des infrastructures de transport.

## Histoire
Cosider est créée en 1979 en tant que société mixte entre la société nationale de sidérurgie (SNS) et l'entreprise danoise Christiani & Nielsen (en).
En 1982, la SNS rachète les parts de Christiani & Nielsen.
En 1984, dans le cadre de la restructuration des entreprises publiques, elle est placée sous tutelle du ministère des industries lourdes.
En 1989, au moment des réformes économiques, elle devient une société par actions (SPA).
En 1998, la Banque extérieure d'Algérie (BEA) rachète 55 % des actions du groupe.
En 2010, le capital social de l'entreprise qui était détenu par la Société de gestion des participations de l'État "INJAB" et la banque extérieure d'Algérie, a été transféré à 100 % au fonds national d'investissement.
En 2020, le groupe est  classé 3e des groupes de BTPH sur le continent africain.

## Identité visuelle

Logo de Cosider.

## Filiales
- Cosider Travaux Publics
- Cosider Canalisations
- Cosider Construction
- Cosider Ouvrages d'Art
- Cosider Carrières
- Cosider Promotion
- Cosider Alrem
- Cosider Engineering
- Cosider Géotechnique
- Cosider Agrico

## Réalisations

### Travaux publics
- Autoroute Est-Ouest, tronçons dans les wilayas de Bouira et Bordj Bou Arreridj, de 2006 à 2009.
- Métro d'Alger, gros œuvres sur la ligne 1, de 1989 à aujourd'hui.
- Barrage de Tichy-haf, wilaya de Béjaïa.
- Barrage d'Arib, wilaya de Aïn Defla.

### Ouvrages d'Art
- Viaduc Oulmane Khelifa, 325 m. entre Kouba et El Madania à Alger de 2009 à 2010.

### Construction
- Faculté des sciences de l'information et de la communication, Ben Aknoun de 2010 à 2011.
- Siège de la Cash assurance, Bab Ezzouar de 2010 à 2014.
- Faculté de médecine d'Alger, Ben Aknoun de 2008 à 2013.
- Siège de la Société algérienne d'assurance (SAA), Bab Ezzouar de 2016 à 2018. ( quartier d'affaires)

## Situation financière
Évolution du chiffre d'affaires depuis 2002 :
En millions d'€
| 2002 | 2003 | 2004 | 2005 | 2006 | 2007 | 2008 | 2009 | 2010 | 2011 | 2012 | 2013 | 2014  | 2015  | 2016  | 2017  | 2018  | 2019  | 2020 |
| ---- | ---- | ---- | ---- | ---- | ---- | ---- | ---- | ---- | ---- | ---- | ---- | ----- | ----- | ----- | ----- | ----- | ----- | ---- |
| 220  | 200  | 220  | 320  | 390  | 450  | 550  | 610  | 620  | 620  | 760  | 870  | 1 120 | 1 119 | 1 195 | 1 116 | 1 185 | 1 374 | 1090 |

## Gouvernance

### Direction de l'entreprise
- Abdelwahid Bouabdellah (1998-2002)
- Lakhdar Rekhroukh (2002- septembre 2022)[7]
- Hamid Khamliche (depuis décembre 2022)[8]